# Aylacostoma stigmaticum
Aylacostoma stigmaticum là một loài ốc nước ngọt, là động vật thân mềm chân bụng sống dưới nước thuộc họ Thiaridae. Loài này có ở Argentina và Paraguay.